# Raión de Nóvaya Usman
El raión de Nóvaya Usman (ruso: Новоу́сманский райо́н) es un distrito administrativo y municipal (raión) ruso perteneciente a la óblast de Vorónezh. Se ubica en el noroeste de la óblast. Su capital es Nóvaya Usman.
En 2021, el raión tenía una población de 86 930 habitantes.
Oficialmente, el territorio del raión es completamente rural, ya que formalmente no incluye ninguna localidad clasificada como urbana. Sin embargo, el raión incluye parte de la periferia oriental de la capital regional Vorónezh.

## Subdivisiones
Comprende 54 localidades rurales, agrupadas en los siguientes catorce asentamientos rurales:
- Babiákovo
- Volia
- Nízhniaya Katujovka
- "Nikólskoye" (con capital en Posiólok 1-go otdeleniya sovjoza Maslovski)
- Orlovo
- Otrádnoye
- Rogachovka
- Rozhdéstvenskaya Java
- Timiriázevo
- Trudovoye
- Nóvaya Usman (la capital distrital)
- Jlébnoye
- Jrenovoye
- Shuberskoye